# Performance Food Group
Performance Food Group Company (PFG) (NYSE: PFGC) er en amerikansk fødevaredistributør, der blev etableret i 1885 i Richmond, Virginia af James Capers. De har hovedkvarter i Goochland County, Virginia lige udenfor Richmond og over 22.000 ansatte. Deres markedssegmenter er Performance Foodservice, Vistar og PFG Customized. PFG's årsomsætning er på 30 mia. $.